# Comté de Chambly
Pour les articles homonymes, voir Chambly.
Le comté de Chambly était un comté municipal du Québec ayant existé entre 1855 et le début des années 1980. Le territoire qu'il couvrait fait aujourd'hui partie de la région de la Montérégie et est compris dans l'agglomération de Longueuil et la MRC de la Vallée-du-Richelieu. Son chef-lieu était la ville de Longueuil.

## Municipalités situées dans le comté
- Boucherville
- Carignan (autrefois Saint-Joseph-de-Chambly)
- Chambly
- Greenfield Park (fusionné à Longueuil)
- Jacques-Cartier (fusionné à Longueuil)
- LeMoyne (fusionné à Longueuil)
- Longueuil
- Montréal-Sud (fusionné à Longueuil)
- Saint-Bruno-de-Montarville
- Saint-Hubert (fusionné à Longueuil)
- Saint-Lambert